# Rock für Deutschland
Unter den Mottos „Rock gegen Krieg“ bzw. „Rock für Deutschland“ fanden zwischen 2003 und 2017 im ostthüringischen Gera jährlich Veranstaltungen mit Festival-Charakter statt, bei der Redner aus dem Spektrum der Nationaldemokratischen Partei Deutschlands und den Freien Kameradschaften sowie mehrere Rechtsrock-Bands und Liedermacher auftraten, die tausende rechtsextreme Gäste aus dem gesamten Bundesgebiet und dem benachbarten Ausland anzogen. Die Veranstaltungen dienten laut dem Verfassungsschutzbericht 2007 des Thüringer Innenministeriums den Bemühungen der rechtsextremen Szene, „mehr Teilnehmer für öffentlichkeitswirksame Aktionen der Partei zu gewinnen, die Akzeptanz der NPD im aktionsorientierten rechtsextremistischen Spektrum zu steigern und in der Öffentlichkeit größere Präsenz zu zeigen“, und besaßen einen „hohen Stellenwert“ innerhalb der Szene.

## Geschichte
Nachdem der thüringische Landesverband der NPD mit der Festivalreihe „Thüringentag der nationalen Jugend“ 2002 in Jena und 2003 in Gotha weitestgehend ungestört von Protesten und ohne Eingreifen der Polizei große Rechtsrock-Veranstaltungen mit mehreren hundert rechtsextremen Teilnehmern getarnt als politische Veranstaltungen abhalten konnte, wurde dieses Konzept 2003 erstmals durch den NPD-Kreisverband Gera aufgegriffen. Die Stadt Gera ist seit den 1990er Jahren eine Hochburg der rechtsextremen Musikszene, in der mehrere bekannte Bands wie Totenburg und Eugenik, Labels und Musikversände wie Donnerschlag Records (DSR), Ewiges Eis Records (vormals 88 Records, „88“ steht hier für „Heil Hitler“, siehe Rechtsextreme Symbole und Zeichen) oder Aufruhr Versand sowie Läden für Bekleidung und Devotionalien der Neonaziszene damals Hause waren. Ihre Mitglieder, Betreiber und Mitarbeiter waren häufig in der Szene der Freien Kameradschaften oder der NPD aktiv. Mehrere von ihnen, darunter Jörg Krautheim, Nico Hüfner, Gordon Richter, Martin Soa (Inhaber von dirty shirt) und Andre Berghold waren sogar im Vorstand des Landes- bzw. Kreisverbandes tätig.
Nach 2017 fand es nicht mehr statt.

### Rock gegen Krieg2003 und 2004
Erstmals fand eine solche Veranstaltung unter dem Motto „Rock gegen Krieg“ am 21. Juni 2003 im Geraer Park der Jugend (Knochenpark) statt. Als Veranstalter wurden der Kreisverband Gera-Greiz der NPD und Freie Nationale Kräfte Gera benannt. Neben dem Thüringer Landesvorsitzenden der NPD, Frank Schwerdt, als Redner traten die Rechtsrock-Bands Kommando Ost (Mecklenburg-Vorpommern), T.H.O.R. (Schneeberg/Sachsen), Confident of Victory (Brandenburg) und Eugenik auf. Das Konzert verfolgten weitgehend unbehelligt von Protesten bis zu 200 Rechtsextremisten. Da die NPD Gera dies als Erfolg werten konnte, kam es am 10. Juli 2004 zu einer Neuauflage, diesmal mit fünf Bands, darunter wiederum Eugenik und Blood Revenge aus Westfalen. Mit etwa 150 Teilnehmern blieb die Besucherzahl jedoch weit unter den Erwartungen.

### Rock für Deutschland2005–2009
Am 9. Juli 2005 galt das Konzert unter dem neuen Motto „Rock für Deutschland“ als offizieller Wahlkampfauftakt der NPD für die vorgezogene Bundestagswahl 2005 und wurde teilweise auch als Ersatzveranstaltung für das ausgefallene „Pressefest der Deutschen Stimme“ bezeichnet. Als Redner traten daher neben Frank Schwerdt und dem Neonazi Michael Burkert, der kurz zuvor zum Vorsitzenden des neu gegründeten NPD-Kreisverbandes Erfurt-Gotha aufgestiegen war, auch der Parteichef Udo Voigt und der bayerische NPD-Landesvorsitzende Ralf Ollert auf. Außerdem waren mit den Bands Kraftschlag, Propaganda und Legion of Thor Zugpferde der Rechtsrock-Szene angekündigt, die nicht selten enge Verbindungen zur verbotenen Organisation Blood and Honour haben. Die Bands mussten ihre Auftritte jedoch zum Teil aufgrund von Auflagen der Stadt Gera absagen. Letztendlich spielten die Bands Radikahl, Hauptkampflinie und Eugenik vor etwa 500 bis 700 Gästen. Gegen das NPD-Open-Air demonstrierten 300 bis 400 Personen. Außerdem fand wie in den Vorjahren ein Bürgerfest mit mehreren demokratischen Parteien, Gewerkschaften, den Kirchen und anderen Organisationen und Vereinen statt, das etwa 600 Bürger besuchten.
Am 11. Juli 2009 versammelten sich 4000 Gäste. Als Bands traten unter anderem Die Lunikoff Verschwörung, Sleipnir, Brainwash und Blitzkrieg auf. Die Gegenveranstaltung konnte bundesweit etwa 700 Menschen mobilisieren.

### 8.Rock für Deutschland2010
Am 10. Juli 2010 fand die achte Rock-für-Deutschland-Veranstaltung statt. Nach Polizeiangaben nahmen etwa 1.200 Personen aus dem rechtsextremen Umfeld teil. Die Gegendemonstration konnte etwa 1.100 Menschen mobilisieren. Als Redner traten Frank Schwerdt und Michael Schäfer von der NPD auf. Als musikalisches Rahmenprogramm spielten unter anderem Frontalkraft, Projekt Vril und Carpe Diem. Während des Auftritts der Band Exzess kam es vereinzelt zur Demonstration des Hitlergrußes.

### 9.Rock für Deutschland2011
Am 6. August 2011 fand die neunte Auflage des Festivals statt. Rund 550 Neonazis besuchten das Festival. Als musikalische Untermalung waren unter anderem Brutal Attack, Burning Hate und Natural Born Haters aufgetreten, Headliner war die rechtsextreme Band Radikahl. Als Redner traten die NPD-Mitglieder Holger Apfel, Ingmar Knop, Patrick Weber, Patrick Wieschke und Gordon Richter auf. Im Vorfeld gab es starke Proteste gegen das Festival. Auch eine Klage der Stadt Gera und eines Aktionsbündnisses vor dem Verwaltungsgericht in Gera konnte das Festival nicht verhindern. An einer Gegendemonstration beteiligten sich laut diverser Zeitungsberichte rund 1000 Demonstranten.

### 10.Rock für Deutschland2012
Das zehnte Rock für Deutschland fand am 7. Juli 2012 mit etwa 700 Teilnehmern auf dem Vorplatz des Geraer Hauptbahnhofes statt. Als Redner traten u. a. Udo Voigt und Patrick Wieschke auf. Geladen waren außerdem Matthias Fischer, Dieter Riefling und Karl Richter. Auftritte von Max Resist, Oidoxie, Tätervolk, Words of Anger und Exzess sollten das musikalische Rahmenprogramm bilden. Der Auftritt von Max Resist musste allerdings abgesagt werden, weil dem Sänger die Einreise nach Deutschland verwehrt wurde. Die Veranstalter hängten als Bühnendeko ein Banner des Thüringer Heimatschutzes auf. Zu einer öffentlichen Kundgebung versammelten sich in der Nähe auf dem Hofwiesen-Parkplatz über 2000 Gegendemonstranten. Anwesend waren unter anderem Thüringens Ministerpräsidentin Christine Lieberknecht (CDU), Innenminister Jörg Geibert (CDU) und Sozialministerin Heike Taubert (SPD).

### 11.Rock für Deutschland2013
Am 6. Juli 2013 fand ebenfalls auf dem Bahnhofsvorplatz das elfte Rock für Deutschland mit ungefähr 700 Teilnehmern statt. Es spielten die rechtsradikalen Bands Die Lunikoff Verschwörung, Stimme der Vergeltung, Frontfeuer, Exzess und Sachsenblut. Als Redner traten vier NPD-Politiker auf, darunter Frank Schwerdt und Safet Babic. Weiterhin sprach Maria Fank vom Ring Nationaler Frauen, die gegen Schwarze und Homosexuelle hetzte. Auf dem Gelände wurden mit T-Shirts mit dem Aufdruck „Freiheit für Wolle“ Solidaritätsbekundungen mit Ralf Wohlleben geäußert, der sich im NSU-Prozess verantworten musste. Auch wurde für inhaftierte „Kameraden“ über Spendendosen gesammelt. An der Gegendemonstration, die durch mehrere Zäune und Polizisten von der Naziveranstaltung getrennt war, beteiligten sich ungefähr 1.000 Menschen. Im Vorfeld campten von Donnerstag zu Freitag mehrere Gegendemonstranten auf einer Wiese am Hauptbahnhof. Das Camp wurde am frühen Freitagmorgen von der Polizei geräumt. Während des Nazifestivals besuchten ungefähr 30 Gegendemonstranten das Konzert mit bedruckten T-Shirts, auf denen je ein Buchstabe der Parole Feste feiern ohne Nazis stand.

### 12.Rock für Deutschland2014
Das zwölfte Rock für Deutschland fand am 5. Juli 2014 auf dem Vorplatz des Geraer Hauptbahnhofs mit 300 Teilnehmern und 400 Gegendemonstranten statt. Es spielten die Bands Motor of Hate, Heiliges Reich und Helle & die RAC’ker, der rechtsextreme Liedermacher Frank Rennicke und die Bremer Band Strafmass hatten ihre angekündigte Teilnahme kurzfristig abgesagt. Veranstaltungsleiter war der Geraer NPD-Abgeordnete Gordon Richter, als Redner traten neben diesem die NPDler Matthias Fiedler, Hendrik Heller und Patrick Weber und Tony Gentsch von der rechtsextremen Kleinstpartei Der dritte Weg auf. Nachdem die Band Helle & die RAC’ker ein indiziertes Lied angestimmt hatte, wurde der Auftritt unterbrochen und die Veranstaltung frühzeitig beendet.
Im Vorfeld wurde die Stadtverwaltung dafür kritisiert, einen Großteil des für eine Kundgebung des Aktionsbündnisses Gera gegen Rechts beantragten Geländes der NPD bereitgestellt und die Gegendemonstration an einen komplett anderen Ort verschoben zu haben. Die Amadeu Antonio Stiftung betonte im Vorfeld in ihrem Blog Publikative.org den „stärkenden Effekt für die Szene“ und den „Motivationsschub“, den die Veranstaltung direkt am Geraer Hauptbahnhof auf die Neonazis haben dürfte, und betonte die wichtige Bedeutung des Festivals als „Einnahmequelle“ und als „Teil des ‚Kampfes um den organisierten Willen‘“ für die NPD. An der Gegendemonstration nahmen die Geraer Oberbürgermeisterin Viola Hahn, die thüringische Sozialministerin Heike Taubert, der Oberbürgermeister der Stadt Jena, Albrecht Schröter, und der Jenaer Pfarrer Lothar König teil.

### 13.Rock für Deutschland2017
Nachdem in den Jahren 2015 und 2016 das Rock für Deutschland nicht veranstaltet wurde, fand am 1. Juli 2017 das inzwischen 13. Konzert statt. Veranstaltungsort war der Parkplatz am Hofwiesenpark. Alternativ wurde die Veranstaltung auch in Themar im südthüringischen Landkreis Hildburghausen angemeldet. Zu dem Konzert in Gera, das mit 1.200 Personen angemeldet war, nahmen bis zum frühen Abend 820 Personen teil. Neben den Reden wurde das 25-jährige Bestehen der Rechtsrockband Frontalkraft mit einem Auftritt gefeiert. Außerdem traten Division Germania, Confident of Victory, Hausmannskost, Green Arrow und Frontfeuer auf.
Als Gegenveranstaltung des Aktionsbündnisses Gera gegen Rechts vor dem Kultur- und Kongresszentrum fand ein mit Rock für Alle überschriebenes Konzert statt.
Wenige Wochen später fanden in Themar das Rock gegen Überfremdung und das Rock für Identität statt.

## Gegenaktionen

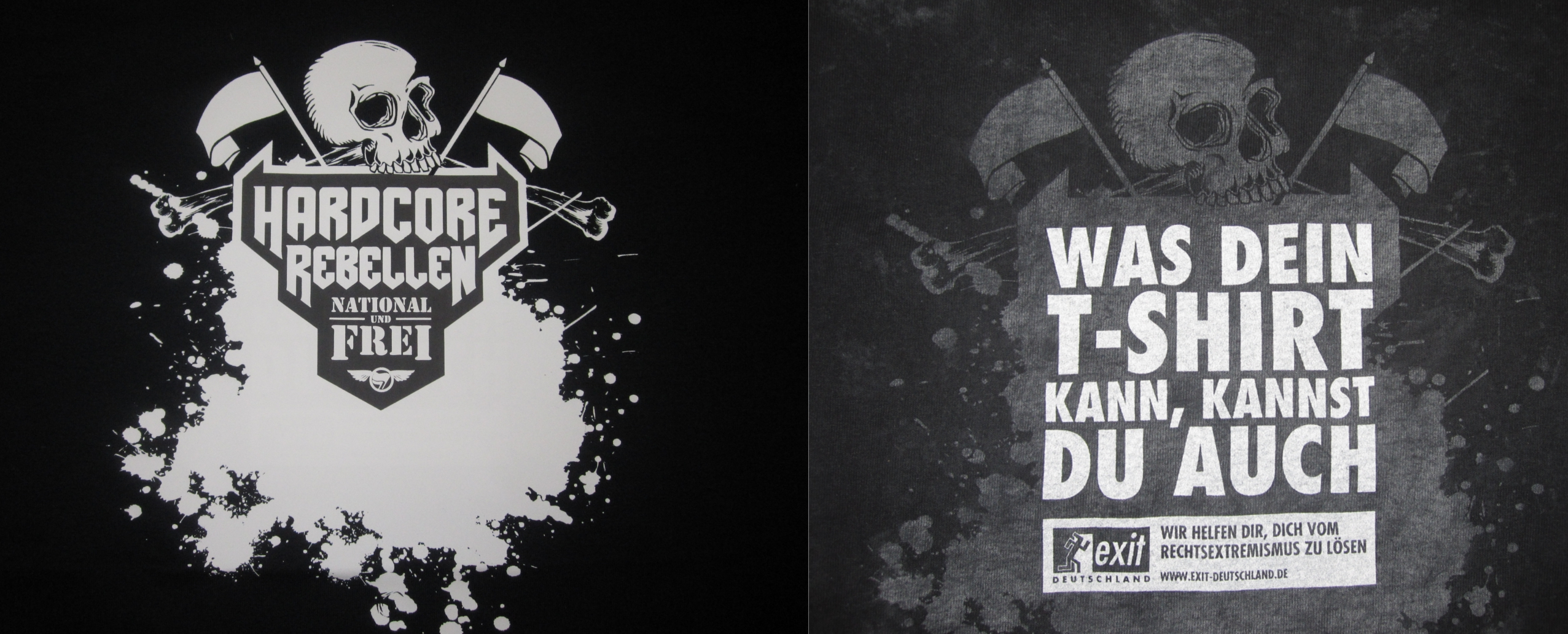
Das trojanische T-Shirt von EXIT-Deutschland

Auf dem neunten Rock für Deutschland am 6. August 2011 wurden durch die Neonazi-Aussteiger-Initiative Exit Deutschland nach eigenen Angaben 250 „trojanische T-Shirts“ verteilt, die nach dem ersten Waschen die Kontaktdaten der Initiative offenbarten. Die Aktion fand auch in überregionalen Medien wie Spiegel Online und im Ausland Beachtung. In einer weiteren Pressemitteilung bezeichnete Exit Deutschland die T-Shirt-Aktion im Januar 2012 als „Social-Media-Hit 2011“ und begründete dies damit, dass der Artikel der Süddeutschen Zeitung zur Aktion häufiger als jeder andere publizistische Beitrag des Jahres in sozialen Netzwerken geteilt wurde.
Im Vorfeld des Rock für Deutschland 2012 änderte der Stadtrat von Gera die Parksatzung, um den Austragungsort der Veranstaltung zu sperren. Die Spielwiese, auf der die Veranstaltung die Jahre zuvor ausgetragen wurde, sei nun „spielenden Kindern, der Ruhe und der Erholung, sowie angeleinten Hunden vorbehalten“. Die Abstimmung wurde jedoch auch kritisch betrachtet, da solche Flächen nun auch nicht mehr von demokratischen Parteien und Vereinen genutzt werden dürfen.